# William Hillhouse
William Hillhouse est un botaniste britannique, né le 17 décembre 1850 à Bedford et mort le 27 janvier 1910.

## Biographie
Il est le fils de John Paton Hillhouse. Il obtient son Master of Arts et son Master of Sciences au Trinity College de Cambridge. Il est maître assistant à la Bedford Modern School de 1867 à 1877. De 1878 à 1882, il est conservateur-assistant à l’herbier de l’université de Cambridge. En 1882, il devient professeur au Mason College (qui deviendra l’université de Birmingham). Hillhouse est membre de la Société linnéenne de Londres et de nombreuses autres sociétés savantes. Il est notamment l’auteur de Practical Botany (1886, réédité à de nombreuses reprises) avec Eduard Adolf Strasburger ainsi que de nombreux articles. Il est coéditeur du Midland Naturalist de 1887 à 1894.